# غريغوريو مارتينيز
غريغوريو مارتينيز (بالإسبانية: Gregorio Martínez Sierra) (و. 1881 – 1947 م) هو كاتب، وكاتب مسرحي، ورائد، وشاعر، ومخرج أفلام، وواضع كلمات الأوبرا، ومحرر إسباني، ولد في مدريد، توفي في مدريد، عن عمر يناهز 66 عاماً، بسبب سرطان.

## وصلات خارجية
- غريغوريو مارتينيز على موقع IMDb (الإنجليزية)
- غريغوريو مارتينيز على موقع الموسوعة البريطانية (الإنجليزية)
- غريغوريو مارتينيز على موقع ميوزك برينز (الإنجليزية)
- غريغوريو مارتينيز على موقع أول موفي (الإنجليزية)
- غريغوريو مارتينيز على موقع قاعدة بيانات برودواي على الإنترنت (الإنجليزية)
- غريغوريو مارتينيز على موقع كينوبويسك (الروسية)